# Jimmy Dawkins

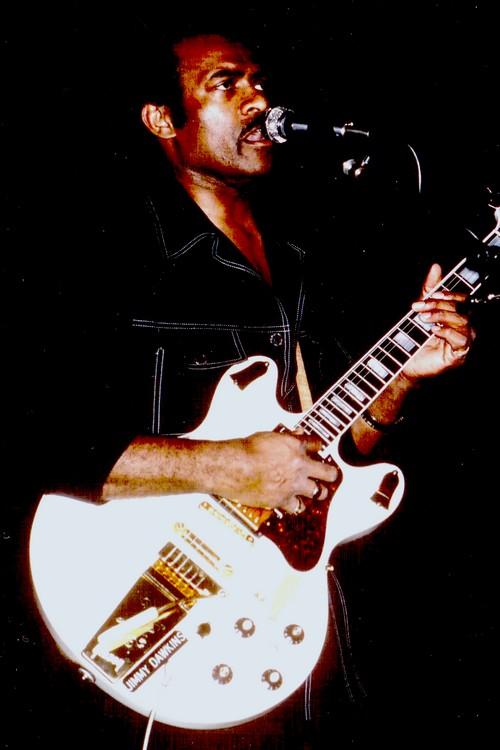
Jimmy Dawkins (1981)

James Henry „Jimmy“ Dawkins (* 24. Oktober 1936 in Tchula, Mississippi; † 10. April 2013 in Chicago, Illinois) war ein US-amerikanischer Blues-Gitarrist.

## Leben
1955 zog er nach Chicago, um dort in einer Fabrik zu arbeiten. 1957 kaufte er sich seine erste Gitarre. Zuerst spielte er auf der West Side mit Musikern wie Lester Hinton, Left Hand Frank Craig und Eddie King. Es folgten erste kleinere Engagements, u. a. mit Jimmy Rogers, Magic Sam und Earl Hooker. Willie Dixon buchte ihn für Studioaufnahmen mit Walter Horton, Johnny Young und Wild Child Butler.
Sein Durchbruch kam 1969, als Dawkins für Delmark Records das Debütalbum Fast Fingers (DS-623) einspielte. Es wurde im Musikmagazin Down Beat mit vier Sternen bewertet und erhielt 1971 den Grand Prix du Disque des Hot Club of France. Es folgten zahlreiche Festivalauftritte (etwa beim Montreux Jazz Festival 1972), Konzertreisen und weitere Plattenaufnahmen. Er spielte 1971 zusammen mit Clarence Gatemouth Brown auf dem Album Bad Luck Blues (Black & blue) von Cousin Joe.
Zu Dawkins’ Markenzeichen gehörte sein versiertes Gitarrenspiel, das sich zwar an gängigen Mustern des West Side Chicago Blues orientierte, sich aber als sehr eigenständig darstellte. Dazu trug auch seine ungewöhnliche Spielweise dar, die im Kontrast zu seinem emotionalen Gesangsstil steht. Jimmy Dawkins wird zwar als einer der Innovatoren des West Side Chicago Blues angesehen, doch konnte er nie den großen Erfolg wie seine berühmten Kollegen (z. B. Magic Sam, Luther Allison) erzielen.
Neben seiner eigenen Karriere als Musiker ist Jimmy Dawkins mit seinem Plattenlabel Leric Music hervorgetreten, auf dem Singles u. a. von Tail Dragger, Queen Sylvia Embry, Little Johnny Christian und Nora Jean Wallace erschienen sind. Zudem war Dawkins als Musikverleger aktiv.

## Diskografie
- Fast Fingers (1969)
- All For Business (1971)
- Jimmy Dawkins (1971)
- Tribute To Orange (1971)
- Transatlantic 770 (1972)
- I Want To Know (1975)
- Blisterstring (1976)
- Come Back Baby (1976)
- Hot Wire '81 (1981, ausgezeichnet mit dem Prix Big Bill Broonzy)
- Jimmy and Hip: Live ! (1982)
- Feel The Blues (1985)
- All Blues (1986)
- Blues From Iceland (1991)
- Kant Sheck Dees Bluze (1992)
- Blues And Pain (1994)
- B Phur Real (1995)
- Me, My Gitar & The Blues (1997)
- West Side Guitar Hero (2002)
- Tell Me Baby (2004)